# Fritz André
Fritz André (Puerto Príncipe, 18 de septiembre de 1946) es un exfutbolista haitiano que jugaba como defensa. Jugó con el Aigle Noir y Violette de su país.

## Selección nacional
Vistió la camiseta de Haití, participando en el Mundial de Alemania 1974, disputando uno de los tres juegos disputados por su selección. El partido data del 19 de junio, en la derrota por 7-0 ante Polonia.

### Participaciones en Copas del Mundo
| Mundial                        | Sede     | Resultado    |
| ------------------------------ | -------- | ------------ |
| Copa Mundial de Fútbol de 1974 | Alemania | Primera fase |

## Palmarés

### Títulos nacionales
| Título        | Equipo     | País  | Año  |
| ------------- | ---------- | ----- | ---- |
| Liga Nacional | Aigle Noir | Haití | 1970 |

### Títulos internacionales
| Título                                | Equipo | Sede  | Año  |
| ------------------------------------- | ------ | ----- | ---- |
| Campeonato de Naciones de la Concacaf | Haití  | Haití | 1973 |